# Laguna (Brasil)
Laguna es un municipio brasileño del estado de Santa Catarina. Tiene una población estimada al 2021 de 46 424 habitantes.
Ciudad histórica de Santa Catarina, fue la capital de las extintas República Juliana y la Provincia de Santa Catarina, cuna de Anita Garibaldi la Heroína de los Dos Mundos.

## Etimología
Su nombre proviene del gran lago que existe en el municipio. Algunos nombres históricos fueron Laguna dos Patos o Laguna de los Patos y Santo Antônio dos Anjos da Laguna o San Antonio de los Ángeles de la Laguna.

## Historia
Antes de la colonización, el lugar donde se ubica el municipio fue habitado por pueblos concheros. Estos crearon gigantescos conchales los cuales están entre los más grandes de Brasil y del mundo. Posteriormente, el territorio fue ocupado por los carios.
En 1538, los franciscanos españoles Bernardo de Armenta y Alonso Lebrón comenzaron la evangelización de los carios en el actual territorio. Aunque en 1548 su labor fue interrumpida por los colonos portugueses, quienes invadieron el sitio y esclavizaron a los indígenas. Motivados por expandir el dominio portugués al sur del territorio, y crear un punto de apoyo con dirección a la Cuenca del Plata, Domingos de Brito Peixoto fundó en 1676 el poblado de Santo Antônio dos Anjos da Laguna.
Tras su fundación, el poblado progresó y fue elevado a municipio el 20 de enero de 1720. Sin embargo, perdió prosperidad con la creación de la Capitanía de San Pedro del Río Grande del Sur en 1807, cuando muchos de sus habitantes migraron a la nueva región.
La ciudad fue protagonista en la Guerra de los Farrapos, cuando en julio de 1839 los republicanos gauchos invadieron la ciudad por tierra y mar. David Canabarro y Joaquim Teixeira Nunes eran los comandantes de la tropa de tierra, y el capitán italiano Giuseppe Garibaldi por mar. Estos derrotaron a las tropas imperiales de la región, y en 1839 en el municipio de Laguna se proclamó la Provincia de Santa Catarina de la República Juliana, ligada a la República Riograndense. La nueva república terminó el 15 de noviembre de 1839, siendo este el episodio histórico más destacado de Laguna.

## Ciudades hermanas
- Ravena[4]